# عواضة (الدوادمي)
عواضة، هي قرية من فئة (ب) تقع في محافظة الدوادمي، والتابعة لمنطقة الرياض في السعودية. وتبعد عواضة عن محافظة الدوادمي بمسافة تقارب (95) كم.